# Samsung Galaxy A12
O Samsung Galaxy A12 é um smartphone Android desenvolvido e fabricado pela Samsung Electronics. Faz parte da série Galaxy A, que é voltada para o mercado intermediário. A empresa divulgou este telefone no mês de novembro de de 2020.

## Software
O smartphone sai de fábrica com sistema operacional móvel Android 10 com a interface One UI Core 2.5 da Samsung. Também conta com a plataforma de segurança Samsung Knox, que oferece proteção de nível governamental para os seus dados confidenciais e sigilosos.